# Arquivo N
Arquivo N foi um programa de televisão brasileiro, exibido pelo canal por assinatura Globo News, todas as terças-feiras, às 23:30 horas.
O programa buscava levar o telespectador a uma viagem no tempo, trazendo os grandes fatos e personalidades que foram e ainda são notícia nos dias de hoje. Traz imagens do acervo da TV Globo e de outras emissoras, áudios de rádios, manchetes antigas de jornais e depoimentos de pessoas que foram testemunhas dos fatos históricos mostrados no programa. Era apresentado por Leila Sterenberg e saiu do ar em 2020.

## Episódios
Ao longo dos seus mais de 20 anos de exibição, o Arquivo N trouxe inúmeros casos apresentados de forma individual, tal como o roubo da taça Jules Rimet, em forma de série temática, como a série Crimes no Brasil, que apresentou o caso Van Lou (1974), o caso Ângela Diniz (1976), o caso Jean Charles de Menezes (2005), e o caso PC Farias (1996). Outros especiais trouxeram, por exemplo, a história das vilãs mais marcantes da teledramaturgia brasileira.
Outros temas foram abordados como os 50 anos de Brasília. Além de homenagear diversas personalidades como Zilda Arns, Regina Duarte, Glória Menezes, Elza Soares, Juca de Oliveira, Manoel Carlos e Chico Xavier.

## Prêmios
O Arquivo N coleciona diversas premiações nacionais e internacionais. O episódio exibido em maio de 2013 sobre a Serra Pelada, no sudeste do Pará, ganhou em 2014 o prêmio Archive Achievement da Federação Internacional de Arquivos de Televisão, na categoria melhor uso de arquivo.
Em 2019 a reportagem 90 anos da Panair do Brasil levou o Grande Prêmio ABEAR de Jornalismo, da Associação Brasileira das Empresas Aéreas (ABEAR).
Em 2020 a campanha Memória cuidando de memória, com o apoio do Arquivo Nacional, ganhou o Prêmio Promax Latin America 2020, na categoria "Campanha utilizando múltiplas mídias", uma das mais importantes premiações de marketing e promoções da TV da América Latina. A chamada do episódio sobre os cinco anos do caso Jean Charles também foi premiada em 2010 com o Promax.